# Heteromysis meenakshiae
Heteromysis meenakshiae är en kräftdjursart som beskrevs av Bamber 2000. Heteromysis meenakshiae ingår i släktet Heteromysis och familjen Mysidae. Inga underarter finns listade i Catalogue of Life.